# 折尾
折尾（おりお）は福岡県北九州市八幡西区の地名。折尾一丁目から五丁目の町があり、地区の名前としても用いられる。住居表示実施済み。郵便番号は807-0825。

## 地理
八幡西区の北部西側に位置し、北に自由ケ丘，大浦、東に丸尾町，光明、南東に中須、南に北鷹見町，堀川町、南西に西折尾町、西に日吉台と接する。

### 河川
- 二級河川 金手川

## 地域の特徴
町域の北縁から西縁を国道199号（本城バイパス）が走り、南縁に沿うように国道199号（旧道）が走る。南東部を県道278号払川折尾線が走り、北東端から南縁中央にかけてJR九州筑豊本線若松線が通る。また町域の北東部を国道199号と並行して金手川が流れる。起伏のある地形で、旧道沿いには金融機関の支店や飲食店などが立ち並び、その他は住宅地。一丁目にJR九州折尾駅，日蓮宗正賢寺、三丁目に折尾西公民館，九州朝鮮中高級学校，北九州朝鮮初級学校附属幼稚園、四丁目に折尾簡易裁判所、五丁目に浄願寺，ボウリング場などがある。

## 歴史

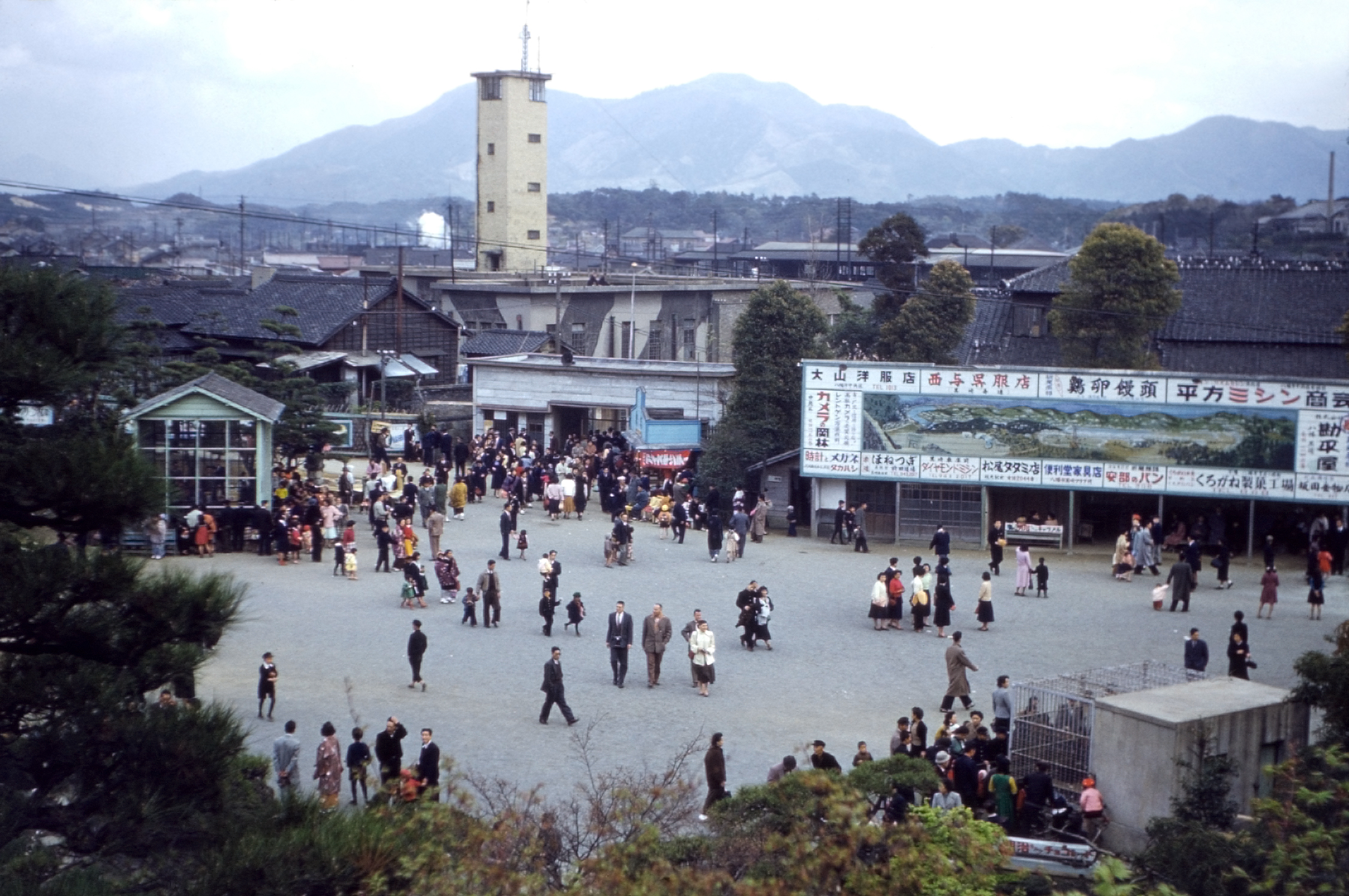
かつて折尾4丁目にあった折尾公園（1955年、後ろの塔は折尾警察署の旧庁舎）

この辺りには大字折尾の字、八幡免，新入池，八反田，横田，蓮池，三本松，二十田，紺屋倉，大池などがあった。かつての遠賀郡折尾町の中枢部で国や県の公共機関が残されていたが、多くは光明など他の地に移転した。令和5年現在、折尾地区総合整備事業により駅前の再開発が行われている。

### 地名の由来
かつてこの一帯は山続きで、その姿が折り重なる尾根のように見えたことに由来する。

### 沿革
- 1973年（昭和48年）6月1日 - 折尾一丁目新設[4]。
- 1974年（昭和49年）4月1日 - 八幡区が八幡西区と八幡東区に分かれ、八幡区折尾一丁目は八幡西区折尾一丁目となる[5]。折尾二丁目 - 五丁目新設[6]。

### 町名の変遷
| 実施内容          | 実施年月日               | 実施後     | 実施前                     |
| ----------------- | ------------------------ | ---------- | -------------------------- |
| 町名新設 住居表示 | 1973年（昭和48年）6月1日 | 折尾一丁目 | 大字折尾の一部             |
| 町名新設 住居表示 | 1974年（昭和49年）4月1日 | 折尾二丁目 | 大字折尾，大字本城の各一部 |
| 町名新設 住居表示 | 1974年（昭和49年）4月1日 | 折尾三丁目 | 大字折尾，大字本城の各一部 |
| 町名新設 住居表示 | 1974年（昭和49年）4月1日 | 折尾四丁目 | 大字折尾の一部             |
| 町名新設 住居表示 | 1974年（昭和49年）4月1日 | 折尾五丁目 | 大字折尾の一部             |

## 世帯数と人口
2025年（令和7年）3月31日現在（北九州市発表）の世帯数と人口は以下の通りである。
| 町         | 世帯数    | 人口    |
| ---------- | --------- | ------- |
| 折尾一丁目 | 96世帯    | 145人   |
| 折尾二丁目 | 376世帯   | 621人   |
| 折尾三丁目 | 519世帯   | 721人   |
| 折尾四丁目 | 941世帯   | 1,512人 |
| 折尾五丁目 | 652世帯   | 1,037人 |
| 計         | 2,584世帯 | 4,036人 |

### 人口の変遷
国勢調査による人口の推移。
| 1995年（平成7年）  | 4,635人 | [ 8 ]  |  |
| 2000年（平成12年） | 4,545人 | [ 9 ]  |  |
| 2005年（平成17年） | 4,330人 | [ 10 ] |  |
| 2010年（平成22年） | 4,267人 | [ 11 ] |  |
| 2015年（平成27年） | 4,212人 | [ 12 ] |  |
| 2020年（令和2年）  | 4,666人 | [ 13 ] |  |

### 世帯数の変遷
国勢調査による世帯数の推移。
| 1995年（平成7年）  | 2,618世帯 | [ 8 ]  |  |
| 2000年（平成12年） | 2,600世帯 | [ 9 ]  |  |
| 2005年（平成17年） | 2,613世帯 | [ 10 ] |  |
| 2010年（平成22年） | 2,619世帯 | [ 11 ] |  |
| 2015年（平成27年） | 2,674世帯 | [ 12 ] |  |
| 2020年（令和2年）  | 2,955世帯 | [ 13 ] |  |

## 学区
市立小・中学校に通う場合、学区は以下の通りとなる。
| 町         | 街区・戸番                           | 小学校                 | 中学校               |
| ---------- | ------------------------------------ | ---------------------- | -------------------- |
| 折尾一丁目 | 11番                                 | 北九州市立折尾西小学校 | 北九州市立則松中学校 |
| 折尾二丁目 | 1 - 7番                              | 北九州市立折尾西小学校 | 北九州市立則松中学校 |
| 折尾三丁目 | 1 - 7番,8番6 - 44号,9番1 - 20号      | 北九州市立折尾西小学校 | 北九州市立則松中学校 |
| 折尾四丁目 | 全域                                 | 北九州市立折尾西小学校 | 北九州市立則松中学校 |
| 折尾五丁目 | 全域                                 | 北九州市立折尾西小学校 | 北九州市立則松中学校 |
| 折尾一丁目 | 1 - 10番,12 - 14番                   | 北九州市立折尾東小学校 | 北九州市立折尾中学校 |
| 折尾二丁目 | 8 - 17番                             | 北九州市立折尾東小学校 | 北九州市立折尾中学校 |
| 折尾三丁目 | 8番3号,8番5号,9番21 - 24号,10 - 13番 | 北九州市立折尾東小学校 | 北九州市立折尾中学校 |

## 交通

### 鉄道
- JR九州
  - 折尾駅

### バス
域内のバス停と系統は以下のとおりである。
| 運行事業者 | 運行事業者   | 西鉄バス北九州 | 西鉄バス北九州 | 西鉄バス北九州 | 西鉄バス北九州 | 西鉄バス北九州 | 北九州市交通局 | 北九州市交通局 | 北九州市交通局 | 北九州市交通局 | 北九州市交通局 | 北九州市交通局 | 北九州市交通局 | 北九州市交通局 | 北九州市交通局 | 北九州市交通局 | 北九州市交通局 | 北九州市交通局 | 北九州市交通局 | 北九州市交通局 | 北九州市交通局 | 北九州市交通局 | 北九州市交通局 | 北九州市交通局 | 北九州市交通局 | 北九州市交通局      |
| 系統       | 系統         | 無番           | 1              | 74             | 77             | エアポートバス | 31循           | 33             | 35             | 36             | 55             | 61             | 61循           | 63             | 64             | 65             | 70             | 83             | 84             | 85             | 86             | 87             | 90             | 91             | 臨時 折尾駅    | 臨時 グリーンパーク |
| 停留所     | 折尾駅       | ○              | ○              | ○              | ○              |                | ○              | ○              | ○              | ○              | ○              |                | ○              | ○              | ○              | ○              | ○              | ○              | ○              | ○              | ○              |                | ○              | ○              |                | ○                   |
| 停留所     | 折尾駅北口   | ○              | ○              |                |                |                | ○              |                |                | ○              | ○              |                |                |                |                |                |                |                |                |                |                |                |                |                |                |                     |
| 停留所     | 学園大通り   |                |                | ○              | ○              | ○              |                | ○              | ○              |                |                | ○              | ○              | ○              | ○              | ○              | ○              | ○              | ○              | ○              |                | ○              | ○              | ○              | ○              | ○                   |
| 停留所     | 九州女子大前 |                |                | ○              | ○              |                | ○              | ○              | ○              |                |                | ○              | ○              |                | ○              | ○              | ○              | ○              | ○              | ○              |                | ○              | ○              |                |                |                     |
| 停留所     | 折尾四丁目   |                |                |                |                |                |                |                |                |                |                |                |                |                |                |                |                |                |                |                | ○              |                |                |                |                |                     |
| 停留所     | 折尾五丁目   |                |                |                |                |                |                |                |                |                |                |                |                |                |                |                |                | ○              | ○              | ○              |                |                |                |                |                |                     |
| 停留所     | 日吉台二丁目 |                |                |                |                |                |                |                |                |                |                |                |                |                |                |                |                | ○              | ○              | ○              |                |                |                |                |                |                     |

### 道路
- 国道199号（本城バイパス）
- 国道199号（旧道）
- 県道278号払川折尾線

## 施設

### 官公署
- 折尾簡易裁判所

### 公共施設
- 折尾西公民館

### 教育施設
- 九州朝鮮中高級学校
- 北九州朝鮮初級学校附属幼稚園

### 金融機関
- 遠賀信用金庫 折尾支店
- 北九州銀行 折尾支店
- 西日本シティ銀行 折尾支店
- 福岡銀行 折尾支店
- 福岡ひびき信用金庫 折尾支店

### 社会福祉施設
- 折尾西年長者いこいの家

### 娯楽施設
- 折尾スターレーン

### 寺社
- 日蓮宗正賢寺
- 浄願寺

### 公園
- 折尾北公園
- 折尾西公園

## 折尾地区

### 概要
折尾駅を中心に形成された『界隈』を指す呼称として用いられることが多い。

大規模な土地区画整理事業・宅地の開発によりベッドタウンとして発展した地域であり、大学・短大・高校などを多数抱える学園都市でもある。

### 学園都市
駅の西側は学園大通りが南北に延びており、沿道には多くの学校が存在する。
北九州きっての学園都市として認知されており、以下のように周辺には大学、短期大学、高校、専門学校などが数多く立地し、隣接する若松区ひびきのには大学院や研究機関の集積する北九州学術研究都市も整備されている。北九州市内はもちろんのこと、周辺市町村からも多くの学生が通学しており、折尾駅構内や周辺地域では高校生や大学生を多く見かける。また県外から折尾付近の大学へ来ている学生も多く、それにともなって学生向けのアパートも多く見られる。

#### 大学
- 産業医科大学
- 九州共立大学
- 九州女子大学

#### 短期大学
- 折尾愛真短期大学
- 九州女子短期大学

#### 専門学校
- 折尾洋裁専門学校

#### 高等学校・中学校
- 福岡県立折尾高等学校
- 福岡県立東筑高等学校
- 自由ケ丘高等学校
- 折尾愛真中学校・高等学校
- 北九州市立浅川中学校
- 北九州市立折尾中学校
- 北九州市立則松中学校
- 北九州市立本城中学校

#### 小学校
- 北九州市立赤坂小学校
- 北九州市立浅川小学校
- 北九州市立医生丘小学校
- 北九州市立折尾西小学校
- 北九州市立折尾東小学校
- 北九州市立則松小学校
- 北九州市立本城小学校
- 北九州市立光貞小学校

#### その他
- 九州朝鮮中高級学校